# Nikki Blue
Anitre Necole Blue, detta Nikki (Bakersfield, 29 marzo 1984), è un'ex cestista e allenatrice di pallacanestro statunitense, professionista nella WNBA.

## Carriera
È stata selezionata dalle Washington Mystics al secondo giro del Draft WNBA 2006 (19ª scelta assoluta).
Dal 2019 al 2022 è stata vice-allenatore della Arizona State University.